# Puchar Polski (województwo opolskie) w piłce nożnej mężczyzn (2021/2022)
W sezonie 2021/2022 Puchar Polski na szczeblu regionalnym w województwie opolskim składał się z 8 rund. Rozgrywki miały na celu wyłonienie zdobywcy Regionalnego Pucharu Polski w województwie opolskim i uczestnictwo na szczeblu centralnym Pucharu Polski w sezonie 2022/2023.

## Drużyny
| III liga                     | IV liga | Klasa okręgowa | Klasa A | drużyny nieligowe                         |
| ---------------------------- | --- | --- | --- | ----------------------------------------- |
| - MKS Kluczbork - Stal Brzeg | - Agroplon Głuszyna - Ruch Zdzieszowice - Odra II Opole - Polonia Głubczyce - OKS Olesno - Chemik Kędzierzyn-Koźle - Polonia Nysa - Fortuna Głogówek - Victoria Chróścice - MKS Gogolin - LZS Piotrówka - LZS Skorogoszcz - LZS Starowice Dolne - Porawie Większyce - Małapanew Ozimek - TOR Dobrzeń Wielki - Unia Krapkowice - Piast Strzelce Opolskie - Skalnik Gracze | - Olimpia Lewin Brzeski - Sokół Niemodlin - LZS Kuniów - LZS Mechnice - Pogoń Prudnik - LZS Stary Ujazd - LZS Walce - LZS Ścinawa Nyska - Naprzód Jamielnica - LZS Chrząstowice - LZS Skarbimierz - LZS Lisięcice - KS Twardawa - LZS Ligota Turawska - KS Krasiejów - Włókniarz Kietrz - Sparta Paczków - Start Namysłów - Żubry Smarchowice Śląskie - Orzeł Źlinice - LZS Bogacica - Śląsk Łubniany - Start Jełowa - Czarni Otmuchów - Motor Praszka - Sudety Burgrabice - Atom Grądy - Start Bogdanowice - GKS Głuchołazy - Unia Kolonowskie - LZS Racławiczki - LZS Przywory | - Stobrawa Ligota Dolna - MKS Wołczyn - Hetman Byczyna - Victoria Dobrzyń - Victoria 1900 Łany - Start Dobrodzień - Metalowiec Łambinowice - Jedność Rozmierka - Victoria Cisek - Polonia Karłowice - LKS Goświnowice - Orzeł Branice - Victoria Żyrowa - Groszmal Opole | - Rodło Opole - Naprzód Ujazd Niezdrowice |

## Runda przedwstępna
W rundzie przedwstępnej uczestniczyło 11 zespołów. Victoria 1900 Łany otrzymała wolny los i awansowała bezpośrednio do rundy wstępnej, natomiast pozostałe 10 drużyn zostało rozlosowane w 5 par, które zostały rozegrane 19 czerwca 2021 roku.
| 19 czerwca 2021 | Jedność Rozmierka                                  | 4:3   | Victoria Cisek                            |  |
| 13:00           | 62' Rafał Myczewski · 64', 77', 83' Łukasz Hermasz | (0:1) | 8', 48' Piotr Krauze · 86' Wojciech Wiluk |  |

| 19 czerwca 2021 | Stobrawa Ligota Dolna | 8:4   | MKS Wołczyn                                                       |  |
| 15:00           | 2', 56', 58' Marcel Surowiak · 12' Dmytro Hercun · 28' Daniel Tistek · 44' Patryk Jarema · 62' Piotr Pilarski · 63' Piotr Sypko | (4:1) | 45' Marcel Grusa · 48', 72' Grzegorz Gryl · 90' Krzysztof Zaremba |  |

| 19 czerwca 2021 | Rodło Opole | 0:3 (wo.) | Hetman Byczyna |  |
| 15:00           |             |           |                |  |

| 19 czerwca 2021 | Victoria Dobrzyń                                                                      | 4:3   | Start Dobrodzień                                               |  |
| 15:00           | 13' Maciej Zagórski · 35' Mateusz Foryś · 43' Maksym Rozsochacz · 57' Paweł Jankowski | (3:2) | 18' Maciej Olearczuk · 24' Łukasz Sobalski · 47' Miłosz Kwolek |  |

| 19 czerwca 2021 | Naprzód Ujazd Niezdrowice                                                    | 4:1   | Metalowiec Łambinowice |  |
| 15:00           | 11' Dawid Wanke · 44' Tomasz Knopik · 51' Krzysztof Szady · 63' Patryk Sobel | (2:1) | 15' Dariusz Sawicki    |  |

## Runda wstępna
Mecze rundy wstępnej miały się odbyć w dniu 26 czerwca 2021 roku, jednak z 3 zaplanowanych spotkań tylko jedno doszło do skutku. Pozostałe 2 nie zostały rozegrane i przyznano za nie walkowery.
| 26 czerwca 2021 | Victoria Dobrzyń | 3:0 (wo.) | Jedność Rozmierka |  |
| 17:00           |                  |           |                   |  |

| 26 czerwca 2021 | Stobrawa Ligota Dolna                                                                      | 6:0   | Naprzód Ujazd Niezdrowice |  |
| 17:00           | 9', 45', 70' Marcel Surowiak · 11' Patryk Jarema · 32' Klaudiusz Lasik · 52' Daniel Tistek | (4:0) |                           |  |

| 26 czerwca 2021 | Victoria 1900 Łany | 3:0 (wo.) | Hetman Byczyna |  |
| 17:00           |                    |           |                |  |

## 1/32 finału
Mecze 1/32 finału rozegrane zostały w dniach 7-8 sierpnia 2021 roku. Drużyny Agroplonu Głuszyna, MKS-u Kluczbork i Stali Brzeg otrzymały wolny los i automatycznie awansowały do 1/16 finału.
| 7 sierpnia 2021 | Polonia Karłowice | 10:3  | LKS Goświnowice                                            |  |
| 16:00           | 4', 44' Krzysztof Pawlik · 8', 51' Patryk Dykus · 27', 70' Łukasz Waląg · 73' Stefan Karnatowski · 81' Adam Świącik · 85' Michał Wróbel · 88' Aleksander Matkowski | (4:2) | 11' Wojciech Kilian · 30' Grzegorz Kawa · 90' Marcin Worek |  |

| 7 sierpnia 2021 | Orzeł Branice                      | 2:0   | Olimpia Lewin Brzeski |  |
| 16:00           | 2' Mateusz Kudzia · 68' Artur Leus | (1:0) |                       |  |

| 7 sierpnia 2021 | Sokół Niemodlin | 0:9   | Ruch Zdzieszowice |  |
| 16:00           |                 | (0:3) | 30' Michał Zimon · 33', 55' Michał Mazur · 37', 57' Patryk Wojtasik · 47' Piotr Strzelecki · 63' Przemysław Tramsz · 73' Adam Łukowski · 76' Patryk Kowalczyk |  |

| 7 sierpnia 2021 | LZS Kuniów                                    | 2:1   | LZS Mechnice      |  |
| 16:00           | 85' Bartłomiej Kuder · 90' Bartłomiej Prządka | (0:1) | 9' Szymon Machnik |  |

| 7 sierpnia 2021 | Pogoń Prudnik                                              | 3:2   | LZS Stary Ujazd                                   |  |
| 16:00           | 55' Jakub Mandala · 71' Kacper Serafin · 90' Marcin Rudzki | (0:1) | 34' Piotr Stranczik · 61' (sam.) Łukasz Strząbała |  |

| 7 sierpnia 2021 | Victoria Dobrzyń  | 1:3   | LZS Walce                                    |  |
| 16:00           | 47' Marcin Dwojak | (0:2) | 23' Łukasz Pierskała · 44', 75' Marcel Kipka |  |

| 7 sierpnia 2021 | Odra II Opole      | 1:3   | Polonia Głubczyce                                          |  |
| 16:00           | 15' Kacper Stępień | (1:1) | 16' Szymon Grek · 68' Jacek Lenartowicz · 90' Piotr Jamuła |  |

| 7 sierpnia 2021 | LZS Ścinawa Nyska                         | 2:3   | Naprzód Jemielnica                         |  |
| 16:00           | 1' Tomasz Kiszczak · 36' Dejwid Jackowski | (2:3) | 16', 28' Kewin Maseli · 34' Damian Gattner |  |

| 7 sierpnia 2021 | Victoria Żyrowa                                            | 3:2 (pd.) | OKS Olesno                           |  |
| 16:00           | 38' Kamil Jakubczak · 46' Adam Makowski · 95' Mateusz Skut | (1:1)     | 24' Dominik Flak · 86' Marcin Jantos |  |

| 7 sierpnia 2021 | LZS Chrząstowice                                                                        | 4:1 (pd.) | LZS Skarbimierz  |  |
| 16:00           | 59' Paweł Osmoliński · 96' Arthur Juraschek · 111' Mateusz Glensk · 120' Mateusz Woszko | (0:0)     | 90' Paweł Kapłon |  |

| 7 sierpnia 2021 | Groszmal Opole                                                                           | 5:3   | LZS Lisięcice                                                     |  |
| 16:00           | 17' Mateusz Tworek · 58' Michał Idziak · 65' Damian Pludziński · 88', 89' Szymon Jonczyk | (1:1) | 34' Patryk Nowak · 70' Janusz Złoczowski · 84' Łukasz Daszkiewicz |  |

| 7 sierpnia 2021 | KS Twardawa                              | 3:0   | Chemik Kędzierzyn-Koźle |  |
| 16:00           | 13', 90' Dawid Dahms · 73' Mateusz Ertel | (1:0) |                         |  |

| 7 sierpnia 2021 | LZS Ligota Turawska | 0:8   | Polonia Nysa |  |
| 16:00           |                     | (0:3) | 19' Dro Narcisse Ble · 22', 43', 54' Dominik Sikora · 52' Mateusz Danieluk · 73', 85' Maciej Rakoczy · 83' Mateusz Nazar |  |

| 7 sierpnia 2021 | Victoria 1900 Łany | 1:6   | KS Krasiejów |  |
| 16:00           | 73' Paweł Fojcik   | (0:2) | 18' Kamil Salatycki · 45', 50' Marcel Molendowski · 48' Dawid Makulski · 55' Krzysztof Loch · 78' Robert Szczygioł |  |

| 7 sierpnia 2021 | Włókniarz Kietrz | 0:8   | Fortuna Głogówek |  |
| 16:00           |                  | (0:2) | 2', 49' Tomasz Hajduk · 27', 51', 81' Tomasz Damrat · 64' Andrij Łewandowycz · 72' Michał Szymański · 79' Piotr Trinczek |  |

| 7 sierpnia 2021 | Sparta Paczków | 0:2   | Victoria Chróścice                   |  |
| 16:00           |                | (0:1) | 19' Marek Waindok · 72' Szymon Polok |  |

| 7 sierpnia 2021 | Start Namysłów                               | 3:1   | Żubry Smarchowice Śląskie |  |
| 16:00           | 4' Kacper Drzazga · 90', 90' Patryk Pabiniak | (1:1) | 45' Łukasz Doliński       |  |

| 7 sierpnia 2021 | Orzeł Źlinice                                                        | 5:4   | MKS Gogolin                                                        |  |
| 16:00           | 49', 90' Tomasz Schichta · 61', 88' Andrij Małyk · 90' Mateusz Błazy | (0:2) | 40', 63' Ronaque Bakshi · 44' (sam.) Andrij Małyk · 68' Adam Sobek |  |

| 7 sierpnia 2021 | LZS Bogacica                              | 3:1   | LZS Piotrówka   |  |
| 16:00           | 25' Jakub Pielok · 54', 66' Miłosz Reisch | (1:1) | 31' Paweł Ziaja |  |

| 7 sierpnia 2021 | LZS Starowice Dolne                      | 2:1   | Porawie Większyce    |  |
| 16:00           | 39' Bartłomiej Rakowski · 86' Michał Koc | (1:1) | 44' Kamil Szafraczyk |  |

| 7 sierpnia 2021 | Start Jełowa | 7:3   | Czarni Otmuchów                     |  |
| 16:00           | 17', 80' Norbert Poznański · 22' (sam.) Dawid Rusinek · 25' Jakub Wacławczyk · 39' Michael Segieth · 62' Patryk Bandura · 88' Maciej Sokołowski | (4:1) | 7', 78' Tomasz Ból · 73' Filip John |  |

| 7 sierpnia 2021 | Motor Praszka                               | 3:1   | Sudety Burgrabice |  |
| 16:00           | 2', 62' Łukasz Panek · 90' Amadeusz Bienias | (1:0) | 55' Łukasz Wąsik  |  |

| 7 sierpnia 2021 | Stobrawa Ligota Dolna | 0:10  | TOR Dobrzeń Wielki |  |
| 16:00           |                       | (0:5) | 6', 11', 71' Paweł Juszczyk · 14' Jacek Passon · 26', 90' Daniel Rychlik · 38', 62' Denis Luptak · 80' Błażej Romanowski · 86' Kacper Uryga |  |

| 7 sierpnia 2021 | Start Bogdanowice | 1:5   | Unia Krapkowice                                                                                      |  |
| 16:00           | 66' Artur Białek  | (0:1) | 16', 62' Dariusz Zapotoczny · 73' Bartosz Zychowicz · 78' Krzysztof Werner · 83' Rafał Niespodziński |  |

| 7 sierpnia 2021 | GKS Głuchołazy          | 2:4   | Piast Strzelce Opolskie                                       |  |
| 16:00           | 5', 24' Jakub Bydłowski | (2:3) | 18' Piotr Buchalik · 29', 53' Paweł Perz · 43' Dawid Dziambor |  |

| 7 sierpnia 2021 | Unia Kolonowskie | 0:5   | LZS Racławiczki                                         |  |
| 16:00           |                  | (0:2) | 26', 60', 80' Mateusz Martyniuk · 43', 66' Tomasz Żurek |  |

| 7 sierpnia 2021 | LZS Przywory       | 1:4   | Skalnik Gracze                                                       |  |
| 16:00           | 16' Piotr Popiołek | (1:1) | 11', 78' Tomasz Kowalczyk · 65' Kacper Cieśliński · 86' Dawid Haręża |  |

| 8 sierpnia 2021 | Atom Grądy              | 1:7   | Małapanew Ozimek                                                                |  |
| 16:00           | 89' Bartłomiej Zawadzki | (0:6) | 8' Konrad Górniaszek · 19', 39', 42', 44', 75' Paweł Kubiak · 26' Kacper Pudlik |  |

| 8 sierpnia 2021 | Śląsk Łubniany                            | 3:0   | LZS Skorogoszcz |  |
| 17:00           | 6' Sime Marusić · 76', 90' Tomasz Segieth | (1:0) |                 |  |

## 1/16 finału
Mecze 1/16 finału zostały rozegrane 25 sierpnia 2021 roku.
| 25 sierpnia 2021 | Naprzód Jemielnica | 0:8   | Stal Brzeg |  |
| 17:30            |                    | (0:5) | 17', 34', 35' Karol Danielik · 25', 68' Mateusz Dychus · 39' Konrad Dobrowolski · 66' Marcin Niemczyk · 87' Jakub Kowalski |  |

| 25 sierpnia 2021 | Orzeł Branice | 3:0 (wo.) | LZS Chrząstowice |  |
| 17:30            |               |           |                  |  |

| 25 sierpnia 2021 | Start Namysłów       | 1:4   | MKS Kluczbork                                                  |  |
| 17:30            | 75' Kamil Smolarczyk | (0:4) | 5' Beniamin Glinka · 9' Patryk Moś · 14', 34' Lucjan Zieliński |  |

| 25 sierpnia 2021 | Victoria Żyrowa     | 1:3   | Agroplon Głuszyna                                      |  |
| 17:30            | 17' Kamil Jakubczak | (1:0) | 59', 62' Joshua Balogun Kayode · 75' Radosław Mikulski |  |

| 25 sierpnia 2021 | Victoria Chróścice  | 1:7   | Ruch Zdzieszowice                                                                                        |  |
| 17:30            | 74' Daniel Olszacki | (0:1) | 26' Piotr Strzelecki · 52', 64', 88' Patryk Wojtasik · 57', 58' Cyprian Szulczewski · 87' Amadeusz Marek |  |

| 25 sierpnia 2021 | KS Krasiejów       | 1:3   | LZS Kuniów                                                    |  |
| 17:30            | 60' Bartosz Kuczer | (0:3) | 17' Bartłomiej Kuder · 19' Grzegorz Gadecki · 31' Maciej Jana |  |

| 25 sierpnia 2021 | Pogoń Prudnik    | 1:5   | Start Jełowa                                                                            |  |
| 17:30            | 68' Patryk Surma | (0:2) | 7', 55' Jakub Wacławczyk · 45' Jakub Ciastko · 49' Roman-Iwan Szwied · 89' Daniel Wolny |  |

| 25 sierpnia 2021 | Śląsk Łubniany                          | 2:3   | Skalnik Gracze                         |  |
| 17:30            | 68' Michał Bednarski · 83' Adam Steczek | (0:2) | 4' Denis Fogel · 11', 72' Dawid Dulski |  |

| 25 sierpnia 2021 | KS Twardawa | 0:5   | Orzeł Źlinice                                                        |  |
| 17:30            |             | (0:2) | 39', 82' Oskar Gajda · 43' Szymon Mokrzycki · 67', 80' Mateusz Błazy |  |

| 25 sierpnia 2021 | Motor Praszka       | 1:4   | Polonia Nysa                                                        |  |
| 17:30            | 66' Jarosław Młynek | (0:3) | 4' Dominik Sikora · 44', 45' Dawid Ostrowski · 51' Dawid Rogoziński |  |

| 25 sierpnia 2021 | LZS Bogacica                                                                          | 4:1   | Polonia Głubczyce |  |
| 17:30            | 34' (sam.) Jakub Milewski · 46' Jakub Pielok · 89' Tomasz Knejski · 90' Kamil Babiarz | (1:1) | 12' Piotr Jamuła  |  |

| 25 sierpnia 2021 | Groszmal Opole                         | 2:2 k. 5:6    | TOR Dobrzeń Wielki                    |  |
| 17:30            | 17' Bartosz Nowak · 51' Mateusz Tworek | (1:1, k. 5:6) | 45' Dominik Bonk · 47' Bartosz Sikora |  |

| 25 sierpnia 2021 | LZS Racławiczki | 1:0   | LZS Starowice Dolne |  |
| 17:30            | 40' Michał Koc  | (1:0) |                     |  |

| 25 sierpnia 2021 | Piast Strzelce Opolskie | 0:1 (pd.) | Fortuna Głogówek  |  |
| 17:30            |                         | (0:0)     | 109' Jakub Sadlej |  |

| 1 września 2021 | Polonia Karłowice | 0:1   | Unia Krapkowice     |  |
| 17:30           |                   | (0:0) | 49' Sebastian Witka |  |

| 1 września 2021 | LZS Walce | 0:6   | Małapanew Ozimek                                                                                            |  |
| 17:30           |           | (0:2) | 19' Adam Słowik · 28', 53' Oliwer Studenny · 82' Paweł Kubiak · 87' Konrad Górniaszek · 89' Kacper Kamiński |  |

## 1/8 finału
Pierwotnie mecze 1/8 finału miały zostać rozegrane 15 września 2021 roku, jednak wszystkie spotkania zostały przełożone na 10 i 11 listopada tegoż roku.
| 10 listopada 2021 | Skalnik Gracze | 0:5   | Stal Brzeg                                                                                  |  |
| 18:00             |                | (0:0) | 47', 76' Mateusz Dychus · 57' Maksymilian Podgorski · 84' Maciej Matusik · 90' Michał Sypek |  |

| 11 listopada 2021 | Polonia Nysa                                                   | 3:1   | TOR Dobrzeń Wielki |  |
| 11:00             | 25' Patryk Ostrowski · 41' Szymon Lisiecki · 89' Alan Majerski | (2:0) | 57' Dominik Bonk   |  |

| 11 listopada 2021 | Ruch Zdzieszowice                                              | 4:2   | Agroplon Głuszyna                         |  |
| 11:00             | 14' Adam Łukowski · 66', 70' Denis Sotor · 86' Patryk Wojtasik | (1:1) | 24' Wiktor Łuczak · 58' Radosław Mikulski |  |

| 11 listopada 2021 | LZS Kuniów                               | 2:4 (pd.) | Start Jełowa                                                                              |  |
| 11:00             | 14' Jakob Rychlik · 41' Bartłomiej Kuder | (2:1)     | 27' Sebastian Holeczke · 90' Sebastian Seniszyn · 110' Igor Babańskij · 118' Daniel Wolny |  |

| 11 listopada 2021 | Orzeł Źlinice      | 1:6   | LZS Starowice Dolne |  |
| 11:00             | 2' Tomasz Schichta | (1:2) | 20', 79' Bartłomiej Rakowski · 41' Jakub Pietrakowski · 64' Krystian Kowalczyk · 74' Marcin Ściański · 85' Mateusz Dłutowski |  |

| 11 listopada 2021 | Orzeł Branice | 0:1 (pd.) | Fortuna Głogówek      |  |
| 11:00             |               | (0:0)     | 97' Adrian Rusinowicz |  |

| 11 listopada 2021 | Małapanew Ozimek    | 1:3   | MKS Kluczbork                                              |  |
| 11:00             | 71' Mateusz Gruszka | (0:1) | 22' Lucjan Zieliński · 77' Kamil Nykiel · 82' Tomasz Begar |  |

| 11 listopada 2021 | LZS Bogacica                             | 2:6   | Unia Krapkowice |  |
| 11:00             | 16' Andrzej Brandys · 39' Janusz Luberda | (2:2) | 19' Rafał Niespodziński · 38' Sebastian Witka · 54' Jarosław Wośko · 58' Bartosz Brzozowski · 61' Rafał Atroszko · 88' Rafał Kurpierz |  |

## 1/4 finału
Mecze ćwierćfinałowe rozegrane zostały 5 marca 2022 roku.
| 5 marca 2022 | Start Jełowa                                        | 4:2   | Fortuna Głogówek                      |  |
| 14:00        | 25', 41', 45' Tomasz Segieth · 61' Jakub Wacławczyk | (3:1) | 31' Łukasz Wesoły · 75' Adam Zalewski |  |

| 5 marca 2022 | Polonia Nysa                                              | 3:1   | Unia Krapkowice     |  |
| 14:00        | 35' Alan Majerski · 43' Luka Redek · 86' Mateusz Danieluk | (2:0) | 72' Marcin Ściański |  |

| 5 marca 2022 | Ruch Zdzieszowice                                           | 3:0   | MKS Kluczbork |  |
| 14:00        | 40' Mateusz Baingo · 78' Piotr Strzelecki · 83' Denis Sotor | (1:0) |               |  |

| 5 marca 2022 | LZS Starowice Dolne | 1:0   | Stal Brzeg |  |
| 14:00        | 66' Adam Setla      | (0:0) |            |  |

## 1/2 finału
Mecze półfinałowe zostały rozegrane 20 kwietnia 2022 roku.
| 20 kwietnia 2022 | Start Jełowa                                                                           | 4:4 k. 5:4    | LZS Starowice Dolne                                                               |  |
| 17:00            | 20' Dżejms Kosia-Fomba · 78' Patryk Bandura · 82' Daniel Wolny · 87' Norbert Poznański | (1:1, k. 5:4) | 16' Kacper Pawlus · 51' Augusto Kaique · 85' Adam Setla · 90' Bartłomiej Rakowski |  |

| 20 kwietnia 2022 | Ruch Zdzieszowice    | 1:2   | Polonia Nysa                                       |  |
| 17:00            | 90' Piotr Strzelecki | (0:0) | 54' Patryk Ostrowski · 89' Bartłomiej Naściszewski |  |

## Finał
Finał rozegrany został 18 maja 2022 roku na Stadionie Miejskim w Kluczborku. W nim Start Jełowa pokonała po rzutach karnych Polonię Nysa. Dzięki temu zwycięstwu, Start Jełowa wygrała Regionalny Puchar Polski w woj. opolskim i uzyskała możliwość udziału w Pucharze Polski w sezonie 2022/23 na szczeblu centralnym.
| 18 maja 2022 | Polonia Nysa | 0:0 k. 1:4    | Start Jełowa |  |
| 19:00        |              | (0:0, k. 1:4) |              |  |